# Aviko
Aviko – holenderskie przedsiębiorstwo powstałe w 1962 roku, specjalizujące się w przetwórstwie ziemniaczanym. Od 2002 roku Aviko jest częścią koncernu Royal Cosun. Obecnie firma jest jednym z czterech największych przetwórców ziemniaka na świecie, a jej udział w produkcji schłodzonych frytek wynosi 50% w ujęciu światowym. Siedziba przedsiębiorstwa znajduje się w Holandii, w miejscowości Steenderen, w Geldrii, a jego przedstawicielstwo w Polsce mieści się w Gdyni. W 2013 roku firma zatrudniała około 1600 pracowników.